# 히사미쓰 스프링스
히사미쓰 스프링스(久光製薬スプリングス)는 일본 히사미쓰 제약의 여자 배구단이다. 연고지는 효고현 고베시와 사가현 도스시이며, V.프리미어리그에 참여하고 있다.

## 수상
AVC 아시아 클럽 선수권 대회
우승 (2): 2002, 2014
한일 V리그 톱매치
우승 (3): 2006, 2007, 2013